# Johannes Schmidlin

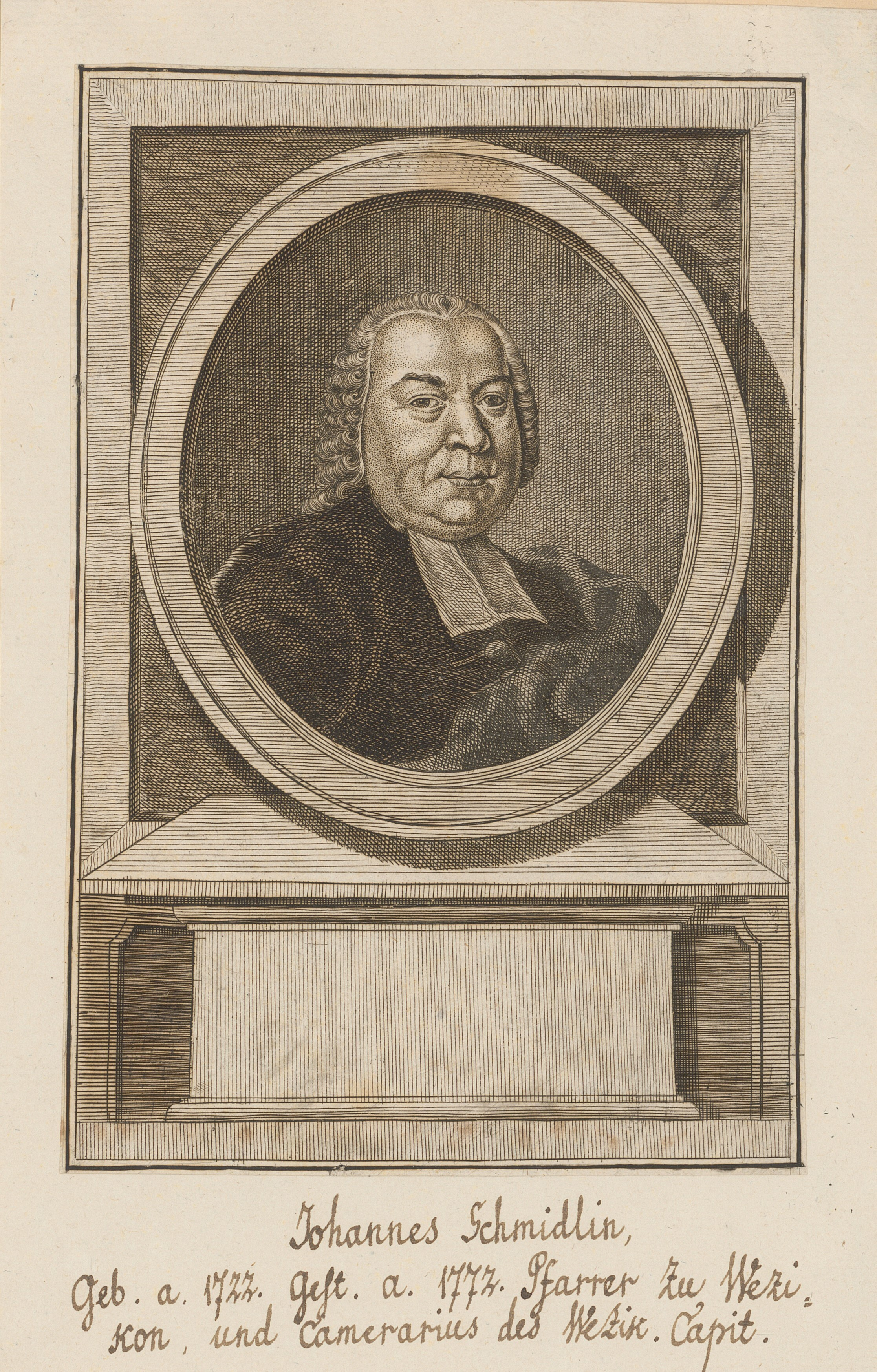
Johannes Schmidlin

Johannes Schmidlin (* 22. Mai 1722 in Zürich; † 16. November 1772 in Wetzikon) war ein Schweizer Pfarrer, Komponist und Chorleiter. Er gründete 1755 die Singgesellschaft Wetzikon und gilt als Wegbereiter des Volksgesangs in der Schweiz des 18. Jahrhunderts.
Schmidlin studierte Theologie am Collegium Carolinum und war ein Schüler des Komponisten Johann Caspar Bachofen. Nach dessen Vorbild gab er 1752 eine eigene Sammlung geistlicher Lieder heraus (u. a. mit Texten von Albrecht von Haller), die mehrmals neu ausgegeben wurde. Die Sammlung trug den Titel Singendes und spielendes Vergnügen reiner Andacht. 1754 wurde er Pfarrer der Gemeinde Wetzikon und initiierte dort eine Musik- und Gesangtradition (Wetziker Schule), die sich bis Mitte des 19. Jahrhunderts als Volksbewegung im ganzen deutschsprachigen Raum ausbreitete. 1755 gründete Schmidlin eine Singgesellschaft, die zeitweise über 200 Mitglieder hatte, und als weltweit erster Gesangverein seiner Art gilt. 1768 folgte ein Collegium musicum. Johannes Schmidlin und Johann Heinrich Egli haben Gian Battista Frizzonis romanisch sprachigen Liederbücher "Canzuns spirituaelas davart Cristo Gesu, il bun pastur, e deliziusa paschura per sias nuorsas" (Celerina 1765) und "Testimoniaunza" (Celerina 1789) musikalisch stark beeinflusst. 
1769 veröffentlichte er die Schweizerlieder mit Melodien (Gedichte von Johann Caspar Lavater), die als erste weltliche Liedersammlung schweizerischen Inhalts gelten. Sie wurden populär durch die Helvetische Gesellschaft zu Schinznach, wo sich Bürger und Aristokraten zu jährlichen Zusammenkünften trafen. In den mehrstimmigen Sätzen, die sein Schüler Johann Heinrich Egli 1787 veröffentlichte, wurden sie landesweit bekannt. Weitere Werke umfassen geistliche A-cappella-Lieder, Solo-Arien und kleine Kantaten.
1772 erlag Schmidlin im Alter von 50 Jahren einem Schlaganfall. Sein Nachfolger Hans Jakob Nägeli als Pfarrer von Wetzikon führte die Singgesellschaft weiter. Dessen musikalisch vielseitiger Sohn wuchs in dieser gesangsfreudigen Umwelt auf.